# Анакостија
Анакостија (енгл. Anacostia River) је река која протиче кроз САД. Дуга је 14 km. Протиче кроз америчку савезну државу Мериленд и округ Колумбија. Улива се у реку Потомак.